# Zatypota picticollis
Zatypota picticollis là một loài tò vò trong họ Ichneumonidae.